# Bembecia powelli
Bembecia powelli is een vlinder uit de familie wespvlinders (Sesiidae), onderfamilie Sesiinae.
Bembecia powelli is voor het eerst wetenschappelijk beschreven door Le Cerf in 1925. De soort komt voor in het Palearctisch gebied.